# Subhash Ghai
Subhash Ghai  (24 de enero de 1945 en Nagpur) es un director de cine, productor, guionista y actor nacido en La India, reconocido por su colaboración al cine de Bollywood. Sus obras más notables incluyen Kalicharan (1976), Karz (1980), Hero (1983), Meri Jung (1985), Karma (1986), Ram Lakhan (1989), Saudagar (1991), Khalnayak (1993), Pardes (1997), Taal (1999) y Black & White (2008). En 1982 fundó la compañía Mukta Arts. En 2006 recibió el Premio Nacional de Cine por producir la película Iqbal. En 2015 recibió el Premio IIFA por sus constantes contribuciones al cine de La India.

## Filmografía
| Año  | Película                 | Rol       |
| ---- | ------------------------ | --------- |
| 1967 | Taqdeer                  | Actor     |
| 1969 | Aradhana                 | Actor     |
| 1976 | Kalicharan               | Director  |
| 1978 | Vishwanath               | Director  |
| 1979 | Gautam Govinda           | Director  |
| 1980 | Karz                     | Director  |
| 1981 | Krodhi                   | Director  |
| 1982 | Vidhaata                 | Director  |
| 1983 | Hero                     | Director  |
| 1985 | Meri Jung                | Director  |
| 1986 | Karma                    | Director  |
| 1989 | Ram Lakhan               | Director  |
| 1991 | Saudagar                 | Director  |
| 1993 | Khalnayak                | Director  |
| 1995 | Trimurti                 | Productor |
| 1997 | Pardes                   | Director  |
| 1999 | Taal                     | Director  |
| 2001 | Yaadein                  | Director  |
| 2003 | Ek Aur Ek Gyarah         | Productor |
| 2003 | Joggers' Park            | Productor |
| 2004 | Aitraaz                  | Productor |
| 2005 | Kisna: The Warrior Poet  | Director  |
| 2005 | Iqbal                    | Productor |
| 2006 | 36 China Town            | Productor |
| 2006 | Shaadi Se Pehle          | Productor |
| 2006 | Apna Sapna Money Money   | Productor |
| 2007 | Good Boy, Bad Boy        | Productor |
| 2008 | Black and White          | Director  |
| 2008 | Yuvvraaj                 | Director  |
| 2013 | Samhita                  | Productor |
| 2014 | Double Di Trouble        | Productor |
| 2014 | Kaanchi: The Unbreakable | Director  |
| 2015 | Hero                     | Productor |